# ISO 3166-2:BS
ISO 3166-2:BS è uno standard ISO che definisce i codici geografici delle suddivisioni delle Bahamas; è un sottogruppo dello standard ISO 3166-2.
I codici, assegnati ai 31 distretti del paese, sono formati da BS- (sigla ISO 3166-1 alpha-2 dello Stato), seguito da due lettere. Buona parte dei codici è stata modificata nel 2010; in tale occasione è stato anche eliminato il codice della capitale New Providence, che non fa parte di alcun distretto.

## Codici
| Codice | Distretto         |
| ------ | ----------------- |
| BS-AK  | Acklins           |
| BS-BY  | Berry Islands     |
| BS-BI  | Bimini            |
| BS-BP  | Black Point       |
| BS-CI  | Cat Island        |
| BS-CO  | Central Abaco     |
| BS-CS  | Central Andros    |
| BS-CE  | Central Eleuthera |
| BS-FP  | Freeport          |
| BS-CK  | Crooked Island    |
| BS-EG  | East Grand Bahama |
| BS-EX  | Exuma             |
| BS-GC  | Grand Cay         |
| BS-HI  | Harbour Island    |
| BS-HT  | Hope Town         |
| BS-IN  | Inagua            |
| BS-LI  | Long Island       |
| BS-MC  | Mangrove Cay      |
| BS-MG  | Mayaguana         |
| BS-MI  | Moore's Island    |
| BS-NO  | North Abaco       |
| BS-NS  | North Andros      |
| BS-NE  | North Eleuthera   |
| BS-RI  | Ragged Island     |
| BS-RC  | Rum Cay           |
| BS-SS  | San Salvador      |
| BS-SO  | South Abaco       |
| BS-SA  | South Andros      |
| BS-SE  | South Eleuthera   |
| BS-SW  | Spanish Wells     |
| BS-WG  | West Grand Bahama |

## Codici precedenti il 2011
| Codice | Distretto                       |
| ------ | ------------------------------- |
| BS-AC  | Acklins and Crooked Islands     |
| BS-BI  | Bimini                          |
| BS-CI  | Cat Island                      |
| BS-EX  | Exuma                           |
| BS-FP  | Freeport                        |
| BS-FC  | Fresh Creek                     |
| BS-GH  | Governor's Harbour              |
| BS-GT  | Green Turtle Cay                |
| BS-HI  | Harbour Island                  |
| BS-HR  | High Rock                       |
| BS-IN  | Inagua                          |
| BS-KB  | Kemps Bay                       |
| BS-LI  | Long Island                     |
| BS-MH  | Marsh Harbour                   |
| BS-MG  | Mayaguana                       |
| BS-NP  | New Providence                  |
| BS-NB  | Nicholls Town and Berry Islands |
| BS-RI  | Ragged Island                   |
| BS-RS  | Rock Sound                      |
| BS-SP  | Sandy Point                     |
| BS-SR  | San Salvador and Rum Cay        |